# Klaus Ebbighausen
Klaus Ebbinghausen est un ancien entraîneur allemand de football. Il a notamment été sélectionneur des équipes de Somalie et d'Éthiopie.

## Carrière
En juillet 1980, il dirige la Somalie en vue d'affronter le Niger, dans le cadre des éliminatoires du Mundial 1982, qui est la toute première apparition des Ocean Stars lors des qualifications pour la Coupe du monde. La Somalie accroche le nul 0-0 à Niamey mais le résultat du match retour à Mogadiscio, terminé sur le score de 1-1, élimine les Somaliens dès le premier tour, en vertu de la règle des buts marqués à l'extérieur.
Le technicien allemand est nommé en novembre 1988 à la tête de l'équipe d'Éthiopie afin d'assurer la qualification pour la phase finale de la CAN 1990 (la fédération éthiopienne a choisi de ne pas inscrire la sélection pour les qualifications de la Coupe du monde 1990). Ebbinghausen démarre son mandat en dirigeant les Antilopes Walya lors de la Coupe CECAFA des nations 1988, compétition terminée par une élimination dès le premier tour avec un bilan mitigé (une victoire face à l'Ouganda, nul contre le Zambie -futur finaliste du tournoi- et défaite devant le Zimbabwe). C'est une déception pour l'Éthiopie, tenant du titre. 
Dispensé de premier tour à la suite du forfait de son adversaire, l'Ouganda, l'Éthiopie dispute une série de quatre matchs amicaux moyens (une victoire, deux nuls et une défaite), disputés à domicile face au Malawi et au Zimbabwe. Pour le deuxième tour, le tirage au sort des éliminatoires pour la CAN 1990 n'est pas clément puisque c'est l'Égypte, trois fois vainqueur de la CAN, qui est sur la route du tournoi final, organisé en Algérie. Le match aller est bien négocié puisque l'Éthiopie s'impose au stade d'Addis-Abeba sur le plus petit des scores (1-0). Mais le 21 avril 1989, à l'issue du match retour perdu six buts à un en Égypte face aux Pharaons, Ebbinghausen est démis de ses fonctions.
En six mois de présence et neuf matchs sur le banc de la sélection éthiopienne, son bilan est de trois victoires, trois nuls et trois défaites.